# طريقة ثنائية اللغة (للتعلم)
تم تطوير الطريقة ثنائية اللغة لتدريس اللغة الأجنبية من قبل س.ج.دودسون (1967) كنظير للطريقة السمعية البصرية. في كلتا الطريقتين، تكون النصوص الأساسية المفضلة هي حوارات مرفقة بشريط مصور. ومع ذلك، فإن الطريقة ثنائية اللغة، تؤيد مبدأين ثوريين بناءً على نتائج التجارب الخاضعة للرقابة العلمية في المدارس الابتدائية والثانوية. على عكس الطريقة السمعية والبصرية والطريقة المباشرة يكون النص المطبوع متاح منذ البداية ويتم تقديمه في نفس الوقت مع التحدث للسماح للمتعلمين برؤية هيئة الكلمات الفردية أيضاً منذ البداية، يتم نقل المعاني بلغتين كمعادلات للكلام باسلوب (تقنية الساندويش)، وبالتالي تجنب الكلام الذي ليس له معنى والممل أيضا في التعلم. يُنظر إلى الصور في المقام الأول على أنها تساعد على تذكر وممارسة جمل الحوار ذات الصلة بدلاً من ان تكون ناقلة للمعنى فقط. يتم استخدام اللغة الأم مرة أخرى في المعالجة الشفوية للهياكل النحوية، أي في تدريبات النمط ثنائي اللغة.

## البناء
من الأفضل فهم بناء الطريقة ثنائية اللغة على أنها هيكل تقليدي ثلاثي المراحل للعرض - الممارسة - الإنتاج. تبدأ مرحلة الدرس باستنساخ الحوار، وتنتقل إلى الاختلاف الشفهي وإعادة صياغة جمل الحوار، وتنتهي بمرحلة ممتدة مخصصة باستعمال الرسالة بتوجيهها للتواصل. يتم سرد الطريقة في ايبرت ليسكون (1973:171) تحت عنوان المحادثة، حيث لها ثمان خطوات التدريس يتم وصفها  «تؤدي الخطوات الثمانية من التقليد إلى المحادثة المجانية»، على سبيل المثال: تعاكس طريقة الترجمة النحوية، ولكنها تشابه الطريقة المباشرة والطريقة الصوتية اللغوية التي تركز على تنمية المهارات الشفوية.

## البحث في الفصل
بيانات دودسون التجريبية حيث تم اختبار العديد من طرق تقديم الحوارات وتم تاكيدها من خلال البحوث التابعة لها، على سبيل المثال تم إجراء تجربة كانت طوال العام الدراسي لتعليم اللغة الفرنسية للمتعلمين الهولنديين (ميجر 1974)، والتي قارنت الطريقة ثنائية اللغة مع النهج السمعي البصري. كما أيضا أكدت دراسة مختبرية مع متعلمي اليابانيين للغة الإنجليزية نتائج دودسون (إيشي وآخرون 1979). بالإضافة إلى تقرير عن نتائج مماثلة من قبل ساستري (1970) وولاتارا (1973). واجريت دراسات الجدوى من قبل كاتشمارسكي (1979) في بولندا، ومن قبل فولفجانج بوتزكام (1980) لتدريس اللغة الإنجليزية للمتحدثين باللغة الألمانية في المدارس الثانوية، وكاسجان (1995) لتدريس اللغة الألمانية للمتعلمين اليابانيين في المرحلة الجامعية، ومورفيلد (2008) لتعليم لغة الماوري (لغة سكان نيوزلاند).

## التاريخ
على الرغم من أن عمل دودسون ألهم الباحثين من بلدان مختلفة، فقد تم تجاهل الطريقة ثنائية اللغة من قبل التيار السائد، كما يظهر ذلك في غياب أي دور للغة الأم في النظرات العامة المعروفة لأساليب وطرق اللغة الثانية (غير اللغة الام) مثل ريتشاردز ورودجرز (1987). ومع ذلك، فقد اخذوا بوتزكام وكالدويل (2009) افكار دودسون الرئيسية ودعا إلى تغيير نموذجي في تدريس اللغات الأجنبية. وهذا الاستدعاء استخدم من قبل هول وكوك في مقالتهم الحديثة (2012: 299): «إن الطريق مفتوح لتحول الرئيسي للتغيير النموذجي في تدريس اللغة وتعلمها» 

## مبادئ الطريقة ثنائية اللغة
- يمكن تسهيل فهم الكلمات والجمل في اللغات الأجنبية عن طريق استخدام اللغة الأم.
- ليست هناك حاجة لخلق مواقف مصطنعة لشرح معاني الكلمات والجمل في اللغة الام (الاصلية).
- الطريقة ثنائية اللغة هي مزيج من الطريقة المباشرة وطريقة الترجمة النحوية.[6]

## مزايا الطريقة ثنائية اللغة
يصبح الطلاب ثنائيين اللغة
عندما يكون هدفف الطلاب أن يصبحوا ثنائيي اللغة بشكل كامل من حيث تعلم اللغة، تعتبر هذه الطريقة هي الطريقة المناسبة. عندما يبدأ الطلاب بعملية تعلم اللغة، فإن نجاحهم في التعلم يعتمد على كفاءة مدرسة لغتهم وثقتهه بنفسها. بينما تنتقل من اللغة الأولى (الاصلية) إلى اللغة الثانية يمكن ان يقلدونها الطلاب ويتعلمون منها.
لا تدع الدرس يفوتك
بالرجوع إلى هذه الطريقة، فإن اكتساب اللغة الأم مهم جدًا لسير عملية تعلم اللغة. فعندما تكون اللغة الأم راسخة في عقول الطلاب بعمر 7 أو 8 سنوات فإنه يصبح من السهل تعلم الكلمات والقواعد الصعبة. وبالتالي فإن هذه الطريقة تساعد على توفير الوقت من خلال عدم إنشاء مواقف زائفة وغير ضرورية لشرح أو نقل المعاني باللغة الإنجليزية.
أعط أهمية للغات الأخرى
في هذه الطريقة يعطى أهمية للغة الأم وثقافتها. وبالتالي لا يؤدي إلى استبدال إحدى وسائل التواصل بأخرى.
إمكانية الوصول
هذه الطريقة في تعلم اللغة تضمن سهولة الوصول إليها فعندماا يبدأ الطلاب في تعلم لغة باستخدام هذه الطريقة، فإنهم يجدون مستوى من الالفة بينهم وبين هذه الطريقة وايضا من خلال استخدام اللغة الأم، يتاكد المعلم من امكانية حدوث التعلم.
انضباط
يواجه الكثير من معلمين اللغة الإنجليزية خاصة الجدد صعوبة في التعامل مع الطلاب وجعلهم يشعرون بالراحة قدر الإمكان مع المعلم المحلي. يعتبر تعلم اللغة المحلية الطريقة المؤكدة لتحسين مهارات إدارة السلوك. بالإضافة إلى أنه يساعد في تقديم الإرشادات المتعلقة بأنشطة الدرس. إذا تم شرح المفاهيم بلغة الطلاب الاصلية، فسيكون المتعلمون الجدد للغة الإنجليزية قادرين على فهم المزيد من المعرفة حول القواعد والمفردات. وبالتالي فهو يساعد الطلاب على أن يكونوا أكثر كفاءة وأسرع في التعلم.
إنها أداة للمعلم
في الطريقة ثنائية اللغة، يتم استخدام اللغة المحلية في الفصل الدراسي، من المهم ملاحظة أن المعلم غالبية الوقت هو الذي يستخدم اللغة الام بينما لن يستخدم الطلاب لغتهم الأصلية كثيرًا في الفصل الدراسي.
يبني أساسًا قويًا للقراءة الصحيحة منذ البداية
تستخدم الطريقة ثنائية اللغة شكلًا مكتوبًا للغة حيث يسمح للطلاب تعلم أشكال الكلمات من خلال تكرار الكلمات شفهيًا.

## مساوئ الطريقة ثنائية اللغة
- إذا فشل المعلم في تنفيذ هذه الطريقة بصورة صحيحة، فيمكن أن تكون طريقة الترجمة العادية تؤدي إلى اختلال الترجمة.
- يمكن لهذه الطريقة ان تسبب الإرباك المتعلم أثناء مقارنة ميزات بين اللغتين.
- يجب أن يكون المعلم متقن اللغتين لكي يجعل المفاهيم أكثر وضوحا.
- يمكن للطلاب تطوير الاعتماد على لغتهم الأم.
- انه يبطئ عملية التعلم ويستغرق وقتًا أطول للتعلم وتكون أكثر مهارة في استخدام اللغة الثانية.[9]